# Paracriodion modestum
Paracriodion modestum là một loài bọ cánh cứng trong họ Cerambycidae.